# Mulher Cervo
A Mulher Cervo, às vezes também chamada de Dama Cervo, é um espírito da mitologia norte americana cujas associações variam. Para mulheres, crianças e homens que respeitam mulheres e crianças, ela é associada com fertilidade e amor. Contudo, para aqueles que feriram mulheres e crianças ela é vingativa e assassina, e conhecida por atrair os homens para a morte. 
As histórias de mulheres de cervo são encontradas em várias culturas indígenas americanas, muitas vezes contadas a crianças pequenas ou por jovens adultos e pré-adolescentes nas comunidades do povo Lakota (Oceti Sakowin), Ojibwe, Ponca, Omaha, Cherokee, Muscogee, Seminole, Choctaw, Otoe, Osage, Pawnee e o Haudenosaunee - e essas são apenas as que documentaram avistamentos de mulheres de Cervo. A mulher cervo tem muitas vezes o papel de instruir homens  com relação a seus comportamentos sexuais. Em muitas histórias ela seduz os homens e os levam para o sofrimento ou até mesmo a morte, às vezes por castração. Para evitar sua sedução o rapaz deve escapar da sedução de seus olhos, seus cabelos e sua pele morena e ver seus cascos de cervo, a percebendo pelo que ela realmente é.
Algumas histórias descrevem o avistamento da Mulher-de-cervo como um sinal de transformação pessoal ou como um aviso. Diz-se que a Mulher Cervo gosta de dançar e às vezes se junta a uma dança comunitária sem ser notada, deixando-a apenas quando a batida de tambor cessa.

## Visão Lakota
Entre o povo Lakota, a Mulher Cervo é chamada Anukite. A filha do primeiro homem e da primeira mulher era uma moça bela, chamada Ite(Rosto). Tate(Vento)  se apaixonou por ela. Eles casaram e tiveram quadrigêmeos, os quais eram os quatro ventos. Tate quis se tornar um deus e procurou a ajuda de Inktomi, a aranha trapaceira, que fez o sol se apaixonar por Ite. Numa celebração, Ite sentou no lugar da Lua, a Mulher do  Sol. Para punir seu desrespeito, o Céu jogou Ite do céu para a terra. Metade de seu rosto se tornou feio e seu nome se tornou Anukite ( Mulher de Duas Faces) ou Winyan Numpa(Mulher Dupla).
Anukite aparece para os homens em sonhos e visões, seja como um cervo ou como dois cervos, um cervo de cauda branca e um cervo de cauda negra. Seus dois lados diferentes simbolizam as relações sexuais apropriadas e as inapropriadas. Acredita-se que os homens que fazem sexo com elas enlouquecem, enquanto as mulheres que sonham com ela terão poderes ou uma forte atração sexual ou podem ganhar poderes artísticos.

## Criaturas similares
As Mulheres cervos apresentam características e traços de sereias e súcubos. As sereias são ninfas marinhas marinhas que atraem os homens para a morte com o seu canto. Sucubus são demónios que assumem a forma feminina e que têm relações sexuais com homens durante o sono. Contato constante com um succubus pode resultar em problemas de saúde ou morte para o homem.
Fiura, da região de Chiloé, no Chile,  tem o poder causa deformação em quem a olha e de lançar feitiços para confundir jovens lenhadores e levá-los a dormir com ela. La Patasola "aquela que só tem um pé", é uma metamorfa da região de Antióquia, na Colômbia, que assume a forma de uma bela mulher para atrair os homens com os seus gritos de medo; quando os homens (muitas vezes aqueles que causam danos, de uma forma ou de outra, à floresta tropical) vêm ter com ela, ela deixa cair a sua bela máscara e os mata, num esforço para proteger a floresta.
La Tunda, outro espírito da natureza da Colômbia, atraem pessoas de todas as classes sociais com sua música e depois drenam seu sangue; La Tunda também pode mudar de forma, mas ela sempre terá uma única perna de molinillo que ela cuidadosamente esconde.
As Iara brasileiras são belas serias guerreiras que, quando encontradas por um homem, o encantam com a sua voz e beleza e, ou o afogam, ou o transformam em algo similar a ela e o tornam seu amante. La Llorona, que é encontrado no México e no sudoeste dos Estados Unidos, é uma mulher fantasma que sequestra as almas das crianças,  matando-as, e cujos gritos trazem tristeza inapelável.  Ver La Llorona significa que alguém morrerá dentro de uma semana.